# هاگن (اسنابروک)
هاگن (به آلمانی: Hagen am Teutoburger Wald) یک شهر در آلمان است که در Osnabrück واقع شده‌است.